# Rafael Moneo

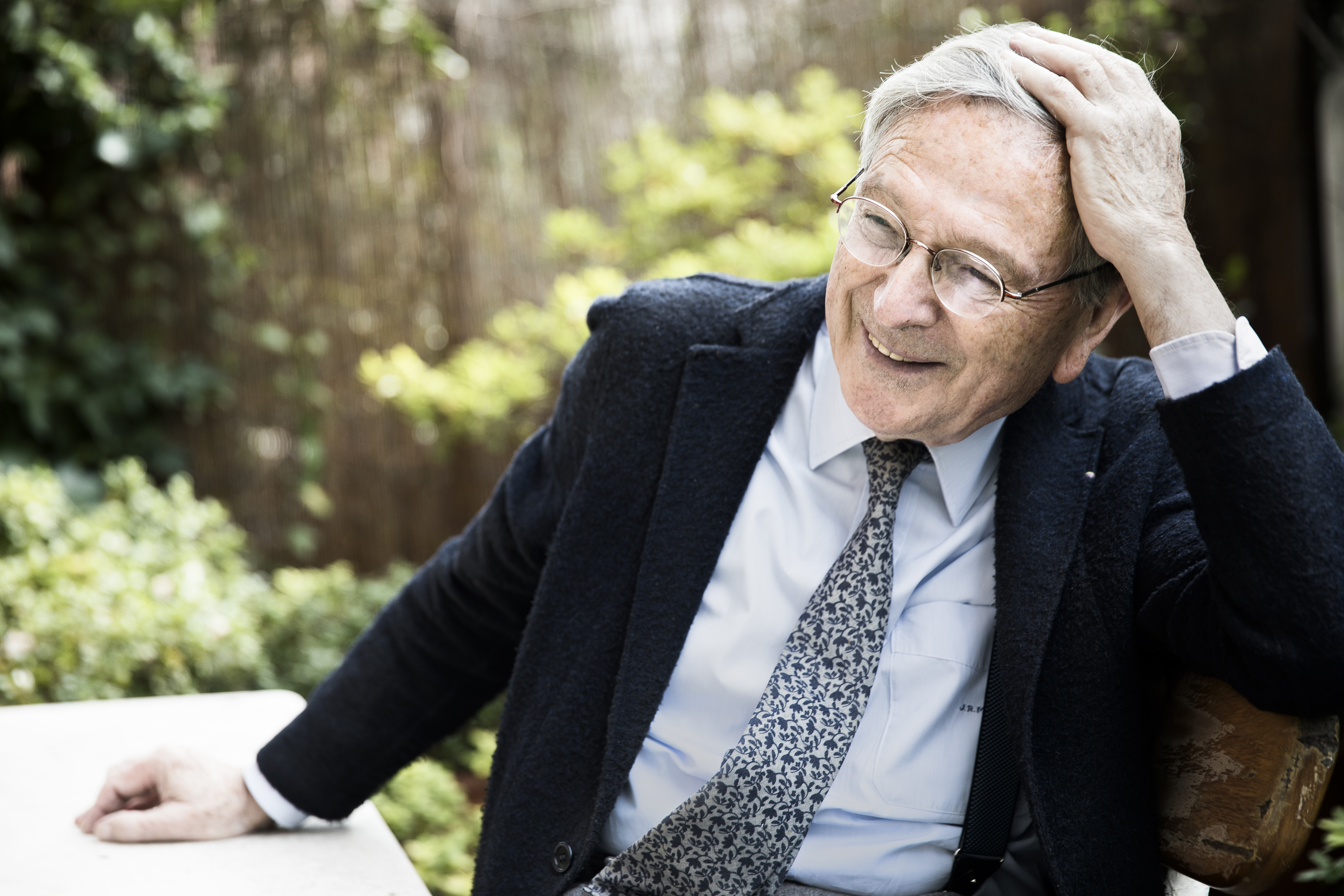
Rafael Moneo (2017)

José Rafael Moneo Vallés (Tudela, 9 mei 1937) is een Spaanse architect. Hij won de Pritzker Prize voor architectuur in 1996.

## Biografische schets
Rafael Moneo studeerde in 1961 af aan de Escuela Técnica Superior de Arquitectura de Madrid (ETSAM), de architectuurafdeling van de Polytechnische Universiteit van Madrid. Van 1958 tot 1961, nog tijdens zijn studie, werkte hij voor het architectenbureau van Francisco Javier Sáenz de Oíza in Madrid. Na zijn afstuderen werkte hij voor de Deense architect Jørn Utzon, de ontwerper van het Sydney Opera House. Sinds 1973 runt hij zijn eigen architectenbureau in Madrid. Daarnaast geeft/gaf hij les aan verschillende universiteiten en hogescholen in Europa en de Verenigde Staten.

## Werk (selectie)
- 1966: Plaza de Toros de Pamplona, Pamplona
- 1981: Gemeentehuis van Logroño
- 1985-88, 2012: Station Atocha, Madrid
- 1986: Nationaal Museum van Romeinse Kunst, Mérida
- 1992: Uitbreiding Luchthaven Sevilla-San Pablo, Sevilla
- 1993: Davis Art Museum, Wellesley College, Wellesley (Massachusetts)
- 1997: Moderna Museet, Stockholm
- 1998: Hotel en kantoorgebouw Grand Hyatt, Potsdamer Platz, Berlijn
- 1998: Uitbreiding gemeentehuis van Murcia
- 1999: Congrespaleis en auditorium "Kursaal", Donostia-San Sebastián
- 2000: Audrey Jones Beck Building, Museum of Fine Arts, Houston (Texas)
- 2000: Campusbibliotheek Arenberg, Katholieke Universiteit Leuven, Heverlee
- 2002: Cathedral of Our Lady of the Angels, Los Angeles
- 2003: Museo de la Ciencia, Valladolid
- 2007: Uitbreiding Museo del Prado, Madrid
- 2008: Museo Teatro Romano de Cartagena, Cartagena
- 2009: Bibliotheek van de Universiteit van Deusto, Bilbao
- 2010: Northwest Corner Building, New York
- 2013: Princeton Neuroscience Institute, Princeton-universiteit, Princeton (New Jersey)
- 2014: Kantoorgebouw Werderscher Markt, Berlijn
- 2015: Museo Universidad de Navarra, Pamplona

## Prijzen
- 1992: Gouden medaille voor schone kunsten, uitgereikt door de Spaanse regering
- 1993: Rolf Schock-prijs (afdeling Beeldende kunst)
- 1996: Pritzker Prize
- 1998: Antonio Feltrinelli-prijs (afdeling Kunst)
- 1999: Creu de Sant Jordi
- 2001: European Union Prize for Contemporary Architecture (Mies van der Roheprijs)
- 2012: Prinses van Asturiëprijs (afdeling Kunst)
- 2013: lidmaatschap American Academy of Arts and Letters
- 2017: Praemium Imperiale
- 2019: eredoctoraat Universiteit van Navarra
- 2021: Gouden Leeuw van de Architectuurbiënnale van Venetië (oeuvreprijs)

- Biblioteca Nacional de España: XX920864
- Bibliothèque nationale de France: cb135254752 (data)
- Catàleg d'autoritats de noms i títols de Catalunya: 981058521452706706
- CiNii: DA02817419
- Gemeinsame Normdatei: 119048000
- International Standard Name Identifier: 0000 0000 7828 4147
- KulturNav: b8961a87-3667-4063-a4f1-234b1b51cb8e
- Library of Congress Control Number: n78008629
- Nationale Bibliotheek van Letland: 000264816
- Nationale Bibliotheek van Tsjechië: xx0144955
- Nationale Bibliotheek van Israël: 987007603511005171
- Nationale Bibliotheek van Polen: a0000002414322
- Nederlandse Thesaurus van Auteursnamen: 191604224
- Istituto Centrale per il Catalogo Unico: VEAV032145
- LIBRIS: 390334
- Système universitaire de documentation: 06701058X
- Union List of Artist Names: 500014641
- Virtual International Authority File: 95770804
- WorldCat: E39PBJkHkm9DVw7KJBQB9cDpfq

Philip Johnson (1979) · Luis Barragán (1980) · James Stirling (1981) · Kevin Roche (1982) · I.M. Pei (1983) · Richard Meier (1984) · Hans Hollein (1985) · Gottfried Böhm (1986) · Kenzo Tange (1987) · Gordon Bunshaft en Oscar Niemeyer (1988) · Frank Gehry (1989) · Aldo Rossi (1990) · Robert Venturi (1991) · Álvaro Siza (1992) · Fumihiko Maki (1993) · Christian de Portzamparc (1994) · Tadao Ando (1995) · Rafael Moneo (1996) · Sverre Fehn (1997) · Renzo Piano (1998) · Norman Foster (1999) · Rem Koolhaas (2000) · Herzog & de Meuron (2001) · Glenn Murcutt (2002) · Jørn Utzon (2003) · Zaha Hadid (2004) · Thom Mayne (2005) · Paulo Mendes da Rocha (2006) · Richard Rogers (2007) · Jean Nouvel (2008) · Peter Zumthor (2009) · Kazuyo Sejima en Ryue Nishizawa (SANAA) (2010) · Eduardo Souto de Moura (2011) · Wang Shu (2012) · Toyo Ito (2013) · Shigeru Ban (2014) · Frei Otto (2015) · Alejandro Aravena (2016) · Rafael Aranda, Carme Pigem en Ramon Vilalta (RCR Arquitectes) (2017) · Balkrishna Doshi (2018) · Arata Isozaki (2019) · Grafton Architects (2020) · Anne Lacaton en Jean-Philippe Vassal (2021) · Francis Kéré (2022) · David Chipperfield (2023)
Álvaro Siza (1988) · Norman Foster (1990) · Esteve Bonell en Francesc Rius (1992) · Nicholas Grimshaw (1994) · Dominique Perrault (1996) · Peter Zumthor (1998) · Rafael Moneo (2001) · Zaha Hadid (2003) · Rem Koolhaas (2005) · Mansilla + Tuñón Architects (2007) · Snøhetta (2009) · David Chipperfield (2011) · Henning Larsen Architects (2013) · Estudio Barozzi Veiga (2015) · NL Architects en XVW Architectuur (2017)  · Lacaton & Vassal Architectes (2019)  · Grafton Architects (2022)